# Robert Colquhoun
Robert Colquhoun (Kilmarnock, 20 de dezembro de 1914 – Londres, 20 de setembro de 1962) foi um pintor e cenógrafo escocês, considerado um dos principais artistas de sua geração.

## Biografia
Robert Colquhoun nasceu em Kilmarnock, East Ayrshire, em 20 de dezembro de 1914. Frequentou a Kilmarnock Academy e, mais tarde, ganhou uma bolsa de estudos na Escola de Arte de Glasgow, onde conheceu Robert MacBryde, com quem estabeleceu uma relação homosexual e artística. Os dois Roberts, como ficaram conhecidos, se formaram em 1938.
No início da Segunda Guerra Mundial, Colquhoun serviu como motorista de ambulância do Corpo Médico do Exército Real. Foi dispensado do serviço militar por causa de uma lesão e mudou-se, em 1941, para Londres, onde abriu um estúdio com MacBryde. Os dois dividiram uma casa com John Minton e Jankel Adler.
Após a Segunda Guerra Mundial, Colquhoun e MacBryde também produziram juntos uma série de cenografias teatrais, incluindo Macbeth de John Gielgud e Scottish ballet Donald de Léonide Massine. Em maio de 1958, as obras de Colquhoun foram exibidas em uma exposição individual na Whitechapel Gallery em Londres.
Faleceu de insuficiência cardíaca em 20 de setembro de 1962, depois de trabalhar a noite toda em um grupo de monotipias para uma exposição que seria inaugurada quinze dias depois.